# Leucauge soeensis
Leucauge soeensis este o specie de păianjeni din genul Leucauge, familia Tetragnathidae, descrisă de Schenkel, 1944. Conform Catalogue of Life specia Leucauge soeensis nu are subspecii cunoscute.